# Democratic Alliance

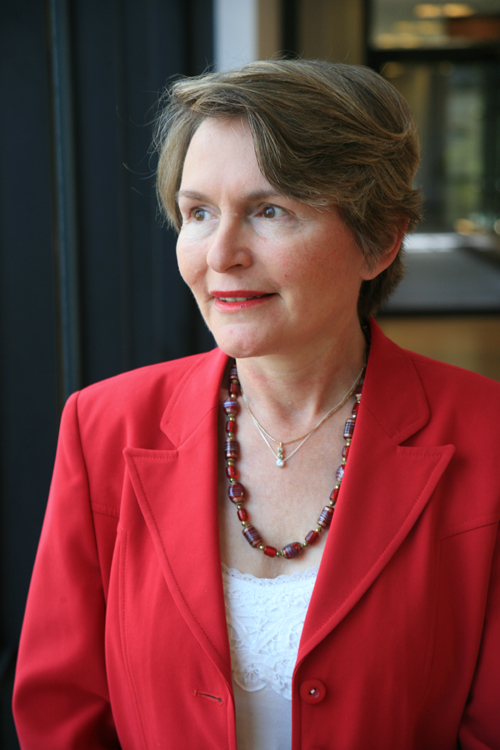
Helen Zille, partiledare 2007-2015, leder regeringen i Västra Kapprovinsen sedan 2009.

Democratic Alliance (DA) är ett sydafrikanskt liberalt parti. Partiledare är John Steenhuisen. Sedan 1999 är DA största oppositionsparti till regerande socialdemokratiska ANC. Partiet har sina rötter i Helen Suzmans progressiva parti, som länge stod ensamt för den parlamentariska kampen mot apartheidsystemet. Nuvarande namn antogs den 24 juni 2000 efter valtekniskt samarbete mellan Nya Nationalistpartiet och Demokratiska partiet. Under senare år  har partiet riktat svidande kritik mot Jacob Zumas administration och den höga korruptionen som berör inte minst företrädare för ANC. DA styr Västra Kapprovinsen, där partiet fick en egen majoritet i valet 2009 och behöll med utökad majoritet i valet 2014.
Partiets väljarkår utgörs främst av vita, samt färgade och asiater, medan stödet hos den svarta majoritetsbefolkningen är relativt lågt (cirka 6% i nationella valet 2014 och kommunvalet 2011).

## Historia
I valet 1999 blev det dåvarande Demokratiska partiet det näst största partiet, efter att bara ha varit det femte största i valet 1994. Partiet uppnådde även vågmästarställning i Västra Kapprovinsen där man kom att ingå i en koalitionsregering. Framgångarna berodde mycket på partiledaren Tony Leons starka oppositionsprofil. Framgångarna sammanföll med det Nya Nationalistpartiets ras i opinionen, och bidrog till att ett valtekniskt samarbete utformades mellan de både partierna år 2000, under namnet Democratic Alliance. NNP bröt sig ur samarbetet året därpå, men man valde att behålla det nya namnet. Upplösningen av samarbetet innebar att DA tappade kontroll över de flesta kommuner de vunnit i lokalvalen 2000, inkluderat Kapstaden. Partiet tappade även sin regeringsställning i Västra Kapprovinsen då NNP istället bildade koalition med ANC.

## Valresultat
I valet 2004 stärkte DA sin ställning som det huvudsakliga oppositionspartiet i Sydafrika och erhöll 12% av rösterna. Detta skedde mestadels på bekostnad av NNP, som förlorade de flesta av sina kvarvarande väljare.
I lokalvalen 2006 fick DA ett sämre resultat än man presterat år 2000 tillsammans med det nu upplösta NNP, men lyckades genom koalitioner med mindre partier ta över styre av Kapstaden samt en del mindre kommuner, främst i Västra Kapprovinsen.
2007 avgick Tony Leon som partiledare och efterträddes av Helen Zille, borgmästare i Kapstaden. Zille ändrade gradvis partiets profil till att bli mer progressivt och introducerade en ny partisymbol och nya slogans. Zille har även varit tongivande i sina försök att göra partiet mer multi-etniskt och komma bort från stämpeln som ett parti bara för vita.
I parlamentsvalet 2009 ökade DA återigen för fjärde valet i rad och fick 16% av rösterna. I Västra Kapprovinsens lagstiftande församling fick DA egen majoritet med 51% av rösterna och leder där en regering under Helen Zille. Sedan kommunvalet 2011 styr DA nästan samtliga kommuner i Västra Kapprovinsen, inkluderat Kapstaden. Man styr även i Midvaal i Gauteng samt i ett antal kommuner i Norra Kapprovinsen i koalition med Congress of the People.
I det senaste parlamentsvalet 2014 gick DA framåt igen och återvaldes även i Västra Kapprovinsen med stärkt majoritet. Med 22% av rösterna har DA nu 89 medlemmar i nationalförsamlingen och 13 i provinsförsamlingen, vilket gör det till landets största parti efter ANC. Partiet är nu något större än Nationalistpartiet var efter det första valet 1994.
2015 avgick Helen Zille som ledare för DA, men förblev regeringschef i Västra Kapprovinsen. Hon efterträddes av gruppledaren Mmusi Maimane.
I lokalvalen 2016 gick styrande ANC kraftigt bakåt och tappade röster till både DA och Economic Freedom Fighters. I koalition eller taktiskt samarbete med andra partier tog DA över styret av Johannesburg, Tshwane (Pretoria) och Nelson Mandela Bay (Port Elizabeth).